# Кітнер Ієронім Севастянович
Кітнер Ієронім Севастянович (нар. 17 червня 1839, Санкт-Петербург— пом. 20 квітня 1929, Лейпциг) — російський архітектор.

## Життєпис
Народився у Санкт-Перербурзі.
У 1853—1859 pp. навчався в Петербурзькому Будівельному училищі.
Впродовж 1863—1867 pp. удосконалювався за кордоном. 1867 р. отримав звання академіка архітектури.
Викладав в Будівельному училищі й Інституті інженерів шляхів сполучення.
З березня 1888 року був членом Технічно-будівельного комітету.
Багато будував у Петербурзі та Москві.
На початку ХХ ст. виконав декілька проектів для Києва, найвідоміший — комплекс Київського політехнічного інституту.
1911 р. став почесним членом Академії мистецтв.
У 1909—1917 pp. очолював Петербурзьке товариство архітекторів.
1918 року емігрував до Німеччини.

## Стиль
Вживав стильові форми неоренесансу, необароко, «цегляного стилю».

## Роботи
- Сільськогосподарський музей в Соляному містечку,
- Критий ринок на Сінній площі,
- Інститут цивільних інженерів,
- Міський будинок,
- корпуси Олександрівської лікарні, численні житлові будинки (усе — Петербург).
- Інженерне училище,
- Верхні торгові ряди (усе — Москва).

## Роботи для України
- Проєкт каплиці на станції Лозова (1890 p., будував архітектор Ф. Гаген),
- Проєкт фасаду будинку Павлова в Катеринославі (також споруджений Ф. Гагеном).
- Переміг на конкурсі проектів на комплекс Київського політехнічного інституту (реалізований в 1899—1902 pp. під керівництвом О. Кобелєва),
- Олексіївський притулок для дітей військових на вул. Іллєнка 81/2 у Києві (1901—1902 pp.).